# Francesco Paolo Capone
Francesco Paolo Capone (Roma, 12 dicembre 1961) è un sindacalista italiano, dal 29 agosto 2015 segretario generale dell’Unione Generale del Lavoro.

## Biografia
Nato a Roma nel 1961, è sposato e ha tre figli. Nel 1982 ha partecipato alla missione “Libano 2” a Beirut come sottufficiale paracadutista del Battaglione San Marco.
Impiegato di banca, aderisce alla Cisnal Credito, di cui nel 1987 diventa segretario provinciale. Quando la Cisnal si trasforma in Ugl, nel 1997 diventa responsabile dell’Ufficio Formazione Quadri della confederazione.
Nell'ottobre 2014 il Consiglio Nazionale dell’UGL lo nomina Segretario generale  dopo le dimissioni di Geremia Mancini, che pochi mesi prima era succeduto a Giovanni Centrella. Una sentenza del Tribunale di Roma del 6 febbraio 2015 ha annullato l'elezione di Capone e le espulsioni e invocato la convocazione di un nuovo Consiglio Nazionale, A quel punto il sindacato si spacca: una parte, riconducibile a Intesa F.P. elegge in un congresso segretario Taddeo Albanese, l'altro rielegge Capone all'unanimità segretario generale in un consiglio nazionale del 21 febbraio 2015, che è riconfermato, sempre dal Consiglio Nazionale, il 29 agosto 2015, 
La lunga querelle giudiziaria si conclude l'8 gennaio 2016 con un'intesa fra le parti che prevede il riconoscimento della legittimità dell'elezione di Paolo Capone.
Il 22 e 23 febbraio 2018 a Roma, si svolge il IV Congresso Confederale della UGL, e Capone viene eletto Segretario Generale..